# Mina de Ferro de Llorts
La mina de ferro de Llorts és una mina de ferro que es troba a Llorts (Ordino) i que, juntament amb les mines de Sedornet i els meners de Ransol, alimentava les fargues de la parròquia d'Ordino. L'obaga de Llorts va ser una de les zones d'extracció de mineral de ferro per a les fargues al segle xvii i, posteriorment, durant la primera meitat del segle xix. En aquesta mina ha estat descrita la pirita.